# Jane Campbell
Pour les articles homonymes, voir Jane Campbell (soccer) et Campbell.
Jane Susan Campbell (née le 19 avril 1959)  est une militante britannique et une pair à vie. Elle est membre de la Commission pour l'égalité et les droits de l'homme (EHRC) de 2006 à 2008. Elle est également présidente du comité des personnes handicapées qui a mené au programme EHRC Disability. Elle est l'ancienne présidente du Social Care Institute for Excellence (SCIE). Elle est membre de la Commission des droits des personnes handicapées jusqu'à sa dissolution en octobre 2006.

## Jeunesse
Campbell grandit à New Malden, dans le Surrey. Son père, Ron, est ingénieur en chauffage et sa mère, Jesse, tient un magasin de robes. À l'âge de neuf mois, Campbell n'a pas eu la force dans ses muscles de cou pour tenir sa tête, et a montré peu de mouvement à l'âge d'un an. Sa mère a consulté le médecin de famille qui l'a envoyée à l'hôpital local de Kingston.
Elle est ensuite envoyée à l'hôpital Great Ormond Street, où une atrophie musculaire spinale est diagnostiquée et on lui donne le pronostic qu'elle ne vivrait pas jusqu'à l'âge de deux ans. Cependant, c'est sa sœur cadette, Sally, qui est décédée de la même maladie avant cet âge. Enfant, elle est sujette à de graves infections pulmonaires, qui se produisent deux ou trois fois par an, nécessitant parfois une hospitalisation.

## Éducation
Campbell est allé dans une école séparée pour enfants handicapés où la réussite scolaire n'est pas la priorité absolue. Sa meilleure amie, qui a un trou dans le cœur, est décédée à l'âge de 13 ans. Elle quitte l'école à l'âge de 16 ans sans diplôme, et à peine capable de lire ou d'écrire, mais elle se considère néanmoins comme assez intelligente .
En 1975, elle s'inscrit au Hereward College, Tile Hill, Coventry ; une université spéciale pour étudiants handicapés où il y a un environnement académique et où elle pouvait généralement profiter du style de vie d'une adolescente ordinaire. Pendant son séjour, elle obtient six niveaux O et trois niveaux A en trois ans . De Coventry, elle va à Hatfield Polytechnic, puis obtient une maîtrise à l'Université du Sussex avec une thèse sur Sylvia Pankhurst.

## Carrière
En 1996, Campbell cofonde et dirige le Centre national pour la vie autonome (NCIL) où elle travaille pendant six ans avant d'être nommée par le ministre des Affaires sociales à la présidence du SCIE. Elle est une leader active dans le domaine des services sociaux et une militante et conseillère pour les réformes du handicap.
En tant que président du British Council of Disabled People et co-directeur du NCIL, Campbell voit ces organisations à travers un travail de pionnier dans le domaine de la vie autonome, des droits civils, du conseil par les pairs et de l'égalité des chances. En 1996, elle co-écrit un livre intitulé Disability Politics et est nommée Dame Commandeur de l'Ordre de l'Empire britannique (DBE) dans les honneurs d'anniversaire de la reine en 2001.
En 2003, Campbell reçoit un doctorat honorifique en droit de l'Université de Bristol et un autre en sciences sociales de l'Université Sheffield Hallam.
Elle est créée pair à vie comme baronne Campbell de Surbiton, de Surbiton dans le Borough royal de Kingston upon Thames le 30 mars 2007 et siège comme crossbencher.

## Vie privée
Campbell rencontre son premier mari, Graham Ingleson, au Hereward College ; ils se marient quand elle a 27 ans. Il est hémophile, et six semaines avant le mariage, ils découvrent qu'il a contracté le VIH à la suite d'une transfusion sanguine, dont il est décédé plus tard. Elle vit actuellement dans le district de Tolworth, à Kingston, avec son deuxième mari Roger Symes, un homme d'affaires .
En raison de sa faiblesse physique, Campbell a besoin d'aide pour presque tout faire et a besoin d'un ventilateur pour l'aider à respirer la nuit. Elle utilise un fauteuil roulant électrique et dispose d'un ordinateur sur lequel elle tape avec un doigt.